# Минер, Йозеф
Йо́зеф Ми́нер (нем. Josef Miner; 15 июля 1914, Вроцлав — 1944, Хуши) — немецкий боксёр полулёгкой весовой категории, выступал за сборную Германии во второй половине 1930-х годов: бронзовый призёр летних Олимпийских игр в Берлине, трёхкратный чемпион национального первенства, победитель многих международных турниров и матчевых встреч. Участвовал во Второй мировой войне и погиб в сражении с советской армией.

## Биография
Йозеф Минер родился 15 июля 1914 года в польском городе Вроцлав, который тогда носил название Бреслау и являлся частью Германской империи. Активно заниматься боксом начал в раннем детстве, проходил подготовку в местной боксёрской команде «Райхсбан». Первого серьёзного успеха на ринге добился в 1934 году, когда стал чемпионом Германии среди любителей. Год спустя был в зачёте национального первенства вторым, ещё через год вернул себе чемпионское звание. Благодаря череде удачных выступлений удостоился права защищать честь страны на летних Олимпийских играх 1936 года в Берлине — дошёл здесь до полуфинала полулёгкой весовой категории, после чего проиграл представителю ЮАР Чарльзу Каттероллу. Тем не менее, ему удалось выиграть матч за третье место.
Получив бронзовую олимпийскую медаль, Минер в течение некоторого времени продолжал выходить на ринг, принимая участие в различных международных турнирах. В 1937 году он в третий раз стал чемпионом Германии в полулёгком весе, участвовал в матчевых встречах со сборными Венгрии, Чехословакии, Италии, Польши и Финляндии.
Во время Второй мировой войны состоял в рядах гитлеровской армии, участвовал в боевых действиях на восточном фронте. Убит в бою с советскими войсками в румынском городе Хуши.